# 莠色叉尾鲷
莠色叉尾鲷（学名：Aphareus rutilans），又名銹色細齒笛鯛、紅叉尾鯛、小齒紅鯛，为笛鲷科叉尾鲷属的鱼类，分布於印度太平洋區，從東非至夏威夷群島，北起琉球群島，南迄澳洲海域，棲息深度100-330公尺，本魚上頜骨延伸到下面中間的眼睛，眼間隔變平，背鰭和臀鰭無鱗，體色一般是藍色，灰色或紫紅色偏紅黃色至紅有時是白色，背鰭硬棘10枚;背鰭軟條10-11枚;臀鰭硬棘3枚;臀鰭軟條8枚，體長可達110公分，生活在珊瑚礁、岩礁區，屬肉食性，以魚類、烏賊、甲殼類等為食，可作為食用魚及遊釣魚。该物种的模式产地在红海。

## 擴展閱讀
維基物種上的相關：紅叉尾鯛